# 申利
申利（生年不詳，死於1139年或1141年，越南史籍文獻又作「翁申利」，銘文資料稱作「尚衰」，中國文獻裡稱為「趙智之」），越南李朝中期的反政府人物。申利原為占卜師，曾寄居大理國，後來自稱李仁宗皇帝之子，於李英宗初年起兵，號稱「平王」（又作「平皇」、「平原大將」），經雞洞（在今高平）、太原等地進軍，攻取富良府（在今宣光、河江、安沛），威脅李朝帝都昇龍，李氏朝廷派太尉杜英武等擊退申利軍隊，申利最終被太傅蘇憲誠所擒，再由朝廷定罪處死，事件結束。申利在封建時代被視為「僭號」的謀亂份子，而現代的越南共產主義學者則稱其為起義者。

## 來歷
申利的來歷，散見於越南及中國文獻。據越南史籍《大越史記全書》，申利原是一名「卜者」，在1140年（紹明元年）自稱李仁宗（1072─1127年在位）之子，發動起事。銘文資料《鉅越國太尉李公石碑銘序》稱他為「妖童尚衰」（「尚」即越南語的thằng，為對男子的稱謂），並有載他偽稱「仁廟（即仁宗）孤子」起事。中國文獻《宋會要輯稿》記載，南宋紹興九年（1139年，紹明二年），廣西官員向宋廷報告指有一位由李乾德（即李仁宗）之妾所生的兒子，投靠大理國寄住，改姓名為「趙智之」，自號平王，並在李英宗（1138─1175年在位）剛繼位時，由「大理國遣還」到李朝境內，起事反李。關於大理國協助趙智之的請況，宋籍《建炎以來繫年要錄》說「大理以兵三千助之」，亦即有實質的軍事支援。此外，亦有中國典籍說趙智之自號為「南平王」。雖然越、中兩國史書的記述略有差略，不過越南史家吳仕考證認為，「智之申利是一人」。
現代越南共產主義學者明崢指出，申利的起事，是農民及手工業工人階層，與李朝政府之間相互矛盾所致。李朝朝廷不許人民使用竹子和鋒利的武器，限制社會生產，人民不滿情緒日漸滋長，明崢認為申利正是在此一情況下，農民及手工業工人號召起來。此外，越共學者又提出李朝官府對農民進行剝削，加以旱災、水災、農作物歉收接連發生，導致人民日益忿恨，導致申利的「起義」事件。

## 起兵反李
申利從越南李朝北部邊境開始起事。據銘文資料，申利在雞洞（位於高平省）聚集黨羽，舉行起事。而有關申利起事時間，越南史籍記載有所混淆，《越史略》稱是「己未紹明三年」（己未是1139年，紹明三年卻是1140年），《大越史記全書》稱是「庚申紹明三年」（1140年）。申利軍隊從水路經太原州，經西農州、陸令州（越南史籍又作隆令州，中國史籍則提到龍令州），迅速佔據上原州（又作上源州）、下農州等地。
申利又向中國尋求支持。據中國史籍記載，1139年（紹明二年）農曆六月，申利（即趙智之）由大理國送入越境，駐在龍令州馱河，又派人攜金五十兩、象一頭作禮品到宋朝廣西，向當地官府要求借兵。廣西經略安撫司不敢隨便應承，密令沿邊各部落如接到申利請求便要婉拒，又向宋廷報告李朝政府軍與申利起事軍戰情緊張，「相敵勢力不及」。宋廷下令各地不得接納申利之請，並要廣西官府提高戒備。
申利進據上原州（又作上源州）、下農州等地時，招募亡命之士及部落士兵加入，此時申利勢力增加至八百餘人。於是申利建政立號（《鉅越國太尉李公石碑銘序》稱他的號是「平原大將」、《越史略》稱他號「平皇」，《大越史記全書》稱他號「平王」），冊立妻妾為皇后、夫人，兒子為王侯，封賜手下黨羽以各級官爵。據《大越史記全書》載，1141年（大定二年）正月，申利勢力已達千餘人，又運用宣傳策略，聲稱申利善於兵術，使溪峒部落民族震懾，不敢抵抗。
李朝政府調兵遣將，以鎮壓申利的起事。《大越史書記載》，李氏朝廷因「邊吏上書告急」，乃於1141年（辛酉大定二年）農曆二月（《越史略》載是「己未紹明三年」二月），派諫議大夫劉禹儞（《越史略》作劉禹偁，《鉅越國太尉李公石碑銘序》作劉高儞）率兵由陸路、太傅許炎率兵從水道討伐。朝廷軍到博沱江時與申利水師交戰，申軍得勝，斬朝廷軍的先鋒將領蘇漸。申利在此戰得勝後，返回上原州，於博茹縣修建關隘，以防禦朝廷軍。劉禹儞繼續率軍討伐，攻破博如，在蒲汀與申利水軍大戰，朝廷軍再度戰敗，兵將折損過半而回。
此時（《大越史記全書》指在四月），申利移駐西農州（在太原省），並打算乘勝追擊，派上源宣化、感化、永通人攻破富良府 （在今宣光、河江、安沛）。申利遷至富良，與一眾部下商議攻取國都昇龍之策。李氏朝廷改派太尉杜英武統兵征討。申利與杜英武軍隊在南曠津（《鉅越國太尉李公石碑銘序》作南曠津；《越史略》作曠驛；《大越史記全書》作廣驛，又稱交戰日期是五月辛卯）爆發大戰，杜英武採化整為零的策略，「分兵為十道，以備不虞」，申利軍雖眾多，但一交戰便土崩瓦解，死傷眾多，杜英武率軍追擊，擒獲申利手下的萬崖州首領楊目、金鷄洞首領周愛，送至昇龍判決。申利僅以身免，逃回陸令州。李朝政府在此一戰役後致力善後，由杜英武招集申利敗卒，又安撫楊目、周愛，賜與御府鹽等物品。

## 敗亡
申利退回陸令州後，杜英武繼續征討。十月（《越史略》稱當年是己未紹明三年，《大越史記全書》稱當年是辛酉大定二年），杜英武攻破陸令州，俘擄二千餘人，申利本人則逃至諒州（今諒山），被太傅蘇憲誠所擒，押送昇龍待判。李朝政府又命李義、林安等招倈申利黨徒。而申利本人由廷尉審理，再經李英宗皇帝本人治判，判處申利及其與謀者二十人斬刑，其餘各以輕重論罪，被迫參與者得豁免。事件平息。

## 評價
在越南封建時代，申利被描寫成「僭號」，與他的部下的起事是「同謀作亂」性質。到現代，越共學者認為申利事件是一次「農民起義」，也是李朝最大的「人民起義」之一。
中國大陸學者楊武泉認為，申利曾向中國大理國及宋朝尋求協助，是「籍外力爭位，本非義舉」，又否定越共學者的看法，「《越南歷史》（越南社會科學委員會著）、明崢《越南史略》卻稱之為『起義』，實不可解」。

### 引用來源
1. ↑  吳士連等《大越史記全書·本紀全書·李紀·英宗皇帝》，東京大學東洋文化研究所，285頁。
2. 1 2  《鉅越國太尉李公石碑銘序》（1159年刻成），及注文，收錄於潘文閣、蘇爾夢主編《越南漢喃銘文匯編·第一集北屬時期至李朝》，遠東學院、漢喃研究院，190及194頁。
3. 1 2  徐松輯《宋會要輯稿·蕃夷道釋·蕃夷四》，紹興九年六月二十七日條，郭聲波點校，四川大學出版社，186頁。
4. ↑  李心傳《建炎以來繫年要錄》卷一百二十九，收錄於《欽定四庫全書·史部》第326冊，上海古籍出版社，752頁。
5. ↑  馬端臨《文獻通考》卷三三零《交趾》，浙江古籍出版社，2593頁。
6. ↑  Hội Bảo tồn Di sản chữ Nôm－潘清簡等《欽定越史通鑑綱目》正編卷之四，大定二年春二月條，第三十六葉。
7. 1 2  明崢《越南史略》，北京三聯書店，80頁。
8. ↑  越南社會科學委員會《越南歷史》，北京人民出版社，203－204頁。
9. ↑  《越史略》卷下，收錄於《欽定四庫全書·史部》第466冊，上海古籍出版社，597頁；吳士連等《大越史記全書·本紀全書·李紀·英宗皇帝》，東京大學東洋文化研究所，285頁。
10. ↑  《越史略》卷下，收錄於《欽定四庫全書·史部》第466冊，上海古籍出版社，597頁；吳士連等《大越史記全書·本紀全書·李紀·英宗皇帝》，東京大學東洋文化研究所，285─286頁。
11. ↑  吳士連等《大越史記全書·本紀全書·李紀·英宗皇帝》，東京大學東洋文化研究所，285─286頁。
12. 1 2 3  《鉅越國太尉李公石碑銘序》（1159年刻成），收錄於潘文閣、蘇爾夢主編《越南漢喃銘文匯編·第一集北屬時期至李朝》，遠東學院、漢喃研究院，190頁；《越史略》卷下，收錄於《欽定四庫全書·史部》第466冊，上海古籍出版社，597頁；吳士連等《大越史記全書·本紀全書·李紀·英宗皇帝》，東京大學東洋文化研究所，286頁。
13. ↑  吳士連等《大越史記全書·本紀全書·李紀·英宗皇帝》，東京大學東洋文化研究所，286頁。
14. ↑  《越史略》卷下，收錄於《欽定四庫全書·史部》第466冊，上海古籍出版社，597頁；吳士連等《大越史記全書·本紀全書·李紀·英宗皇帝》，東京大學東洋文化研究所，286頁。
15. ↑  吳士連等《大越史記全書·本紀全書·李紀·英宗皇帝》，東京大學東洋文化研究所，286頁。
16. ↑  越南社會科學委員會《越南歷史》，北京人民出版社，204頁。
17. ↑  周去非《嶺外代答》卷二，楊武泉注，北京中華書局，66─67頁。